# Zdzisław Kwiatkowski (generał)
Zdzisław Kwiatkowski (ur. 10 czerwca 1924 we Włodzimierzu Wołyńskim, zm. 15 lipca 2010 w Krakowie) – generał brygady Wojska Polskiego.

## Życiorys
Do 1940 uczył się w gimnazjum mechanicznym we Włodzimierzu Wołyńskim, potem przeniósł się z rodzicami do Hrubieszowa, gdzie był robotnikiem i gońcem.
W sierpniu 1944 wstąpił do WP w Lublinie, referent w wydziale żywnościowym. Od stycznia do marca 1945 w Oficerskiej Szkole Polityczno-Wychowawczej w Lublinie, po którym został mianowany podporucznikiem przez naczelnego dowódcę WP Michała Żymierskiego i zastępcą dowódcy kompanii łączności ds. polityczno-wychowawczych w 8 zapasowym pułku piechoty w Rzeszowie. Od grudnia 1945 porucznik i zastępca dowódcy batalionu ds. polityczno-wychowawczych. Od grudnia 1946 kapitan, jesienią 1949 ukończył z wyróżnieniem studia w moskiewskiej Akademii Ogólnowojskowej, po których, jako oficer dyplomowany, został mianowany majorem i szefem sztabu – zastępcą dowódcy 5 Kołobrzeskiego pułku piechoty w Szczecinie. W latach 1951–1962 w sztabie Pomorskiego Okręgu Wojskowego w Bydgoszczy, m.in. szef wydziału, szef oddziału i I zastępca szefa sztabu tego okręgu. W 1957 skończył liceum ogólnokształcące dla pracujących w Bydgoszczy i zdał maturę z wyróżnieniem, a 1960-1966 studiował na Uniwersytecie Mikołaja Kopernika w Toruniu i został magistrem historii. Od grudnia 1962 do grudnia 1966 dowódca 8 Dywizji Zmechanizowanej w Koszalinie.
W październiku 1963 w Belwederze przewodniczący Rady Państwa Aleksander Zawadzki w obecności ministra obrony narodowej Mariana Spychalskiego wręczył mu akt mianowania na stopień generała brygady.
Od 1 kwietnia 1967 do 30 września 1970 był komendantem Wyższej Szkoły Oficerskiej Wojsk Zmechanizowanych im. T. Kościuszki we Wrocławiu. Później był zastępcą szefa sztabu Śląskiego Okręgu Wojskowego. Od 1973 do 1981 szef Wojewódzkiego Sztabu Wojskowego w Krakowie. We wrześniu 1981 pożegnany przez wiceministra obrony narodowej gen. broni Józefa Urbanowicza i przeniesiony do rezerwy ze względu na stan zdrowia. Pochowany na cmentarzu Batowickim w Krakowie (kw. E-XV-zach.-10).

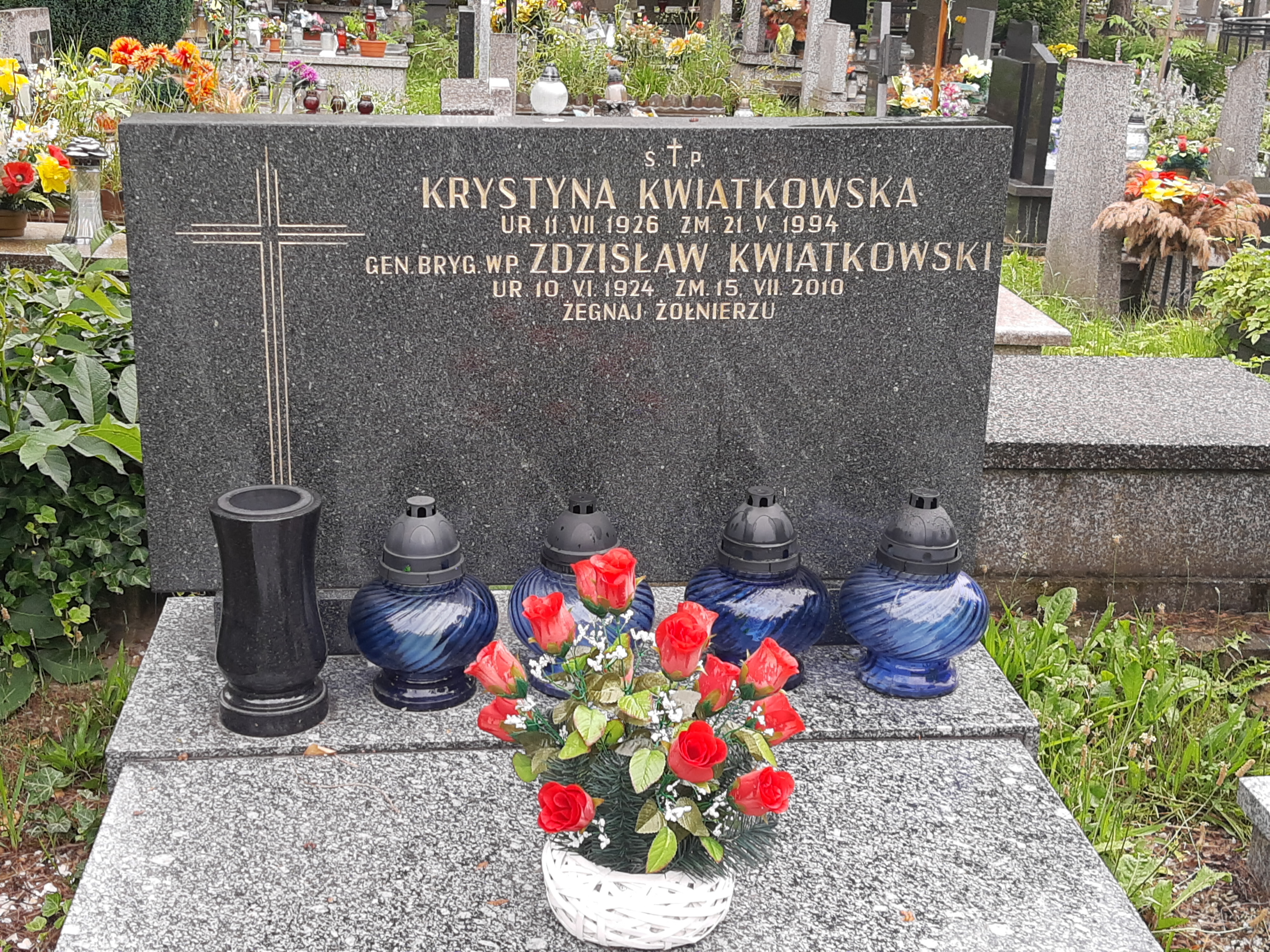
Grób gen. Zdzisława Kwiatkowskiego na Cmentarzu Batowickim

## Działalność agenturalna
W Archiwum Instytutu Pamięci Narodowej znajduje się teczka personalna nr 4162 rezydenta ps. „Kruk” (Zdzisław Kwiatkowski s. Stanisława, ur. 10 czerwca 1924 we Włodzimierzu Wołyńskim), sygn. IPN BU 2386/501.

## Ordery, odznaczenia i odznaki
- Order Sztandaru Pracy II klasy (1964)
- Krzyż Komandorski Orderu Odrodzenia Polski (1973)
- Złoty Krzyż Zasługi (1951)
- Medal „Za udział w walkach o Berlin” (1970)
- Medal za Warszawę 1939–1945 (1979)
- Medal za Odrę, Nysę, Bałtyk (1979)
- Medal 10-lecia Polski Ludowej
- Medal 30-lecia Polski Ludowej
- Medal 40-lecia Polski Ludowej
- Złoty Medal „Siły Zbrojne w Służbie Ojczyzny” (1968)
- Srebrny Medal Siły Zbrojne w Służbie Ojczyzny
- Brązowy Medal Siły Zbrojne w Służbie Ojczyzny
- Złoty Medal „Za zasługi dla obronności kraju” (1975)
- Srebrny Medal „Za zasługi dla obronności kraju”
- Brązowy Medal „Za zasługi dla obronności kraju”
- Medal za długoletnią, ofiarną służbę (1981)
- Złoty Medal „Za Zasługi dla Pożarnictwa” (1974)
- Medal „Za zwycięstwo nad Niemcami w Wielkiej Wojnie Ojczyźnianej 1941–1945” (ZSRR)
- Medal jubileuszowy „Dwudziestolecia zwycięstwa w Wielkiej Wojnie Ojczyźnianej 1941–1945” (ZSRR) (1972)
- Medal „Za zdobycie Berlina” (ZSRR)
- Medal „Za wyzwolenie Warszawy” (ZSRR)
- Medal jubileuszowy „60 lat Sił Zbrojnych ZSRR” (1978)
- Złoty Medal Zasłużony dla Obrony Cywilnej Bułgarii (Bułgaria) (1974)
- Odznaka Honorowa Polskiego Czerwonego Krzyża I stopnia (1975)
- Odznaka Honorowa Polskiego Czerwonego Krzyża II stopnia (1974)
- Złota Odznaka Za zasługi dla ziemi krakowskiej (1978)
- Złota Odznaka Za pracę społeczną dla miasta Krakowa (1978)
- Złota Odznaka Za zasługi dla ziemi kieleckiej (1977)
- Krzyż „Za Zasługi dla ZHP” (1980)
- Odznaka honorowa „Za Zasługi dla Związku Kombatantów RP i Byłych Więźniów Politycznych” (2000)